# Ди Фабио, Удо
Удо Ди Фабио (нем. Udo Di Fabio; род. 26 марта 1954, Вальзум, Северный Рейн-Вестфалия) — немецкий юрист и педагог, судья Конституционного суда Германии (1999—2011).

## Биография
Родился 26 марта 1954 года в Дуйсбурге, Северный Рейн-Вестфалия, Германия.
С 1970 года Ди Фабио уже начал работать в средней службе и практиковался у местных юристов в Динслакене, а после окончания школы стал изучать право в Рурском университете и общественные науки в Университете Дуйсбурга — Эссена. После окончания обучения Ди Фабио был назначен судьёй Дуйсбургского общественного суда, а затем стал преподавать на факультете публичного права Боннского университета. В 1990 году он получил докторскую степень в области общественного права, а затем стал профессором публичного права Университета Мюнстера.
В декабре 1999 года Ди Фабио был назначен судьёй Конституционного суда Германии, оставаясь на этом посту до декабря 2011 года.
В конце 2020 года Армин Лашет назначил Ди Фабио одним из двенадцати членов экспертной группы для консультирования по экономическим и административным последствиям пандемии COVID-19 в Германии.

## Личная жизнь
Ди Фабио вместе с супругой проживает в Бонне, а также является отцом четверых детей. 